# Wesele w Atomicach (zbiór opowiadań)
Wesele w Atomicach – zbiór groteskowych opowiadań Sławomira Mrożka, po raz pierwszy wydany nakładem Wydawnictwa Literackiego w roku 1959. W humorystyczny sposób pisarz sparodiował obiegowe stereotypy na temat walki sił postępu i nauki z zacofaniem i ciemnotą. Dokonał tego poprzez naśladowanie gazetowych frazesów i drwinę z pozornie poważnego stylu pseudonaukowego. 

## Lista opowiadań
- Muchy do ludzi
- O nagości
- Spotkanie
- Na stacji
- Odjazd
- Niżej
- Rękopis znaleziony w lesie
- Profesor Robert
- Podanie
- Przygoda w czasie ferii
- Wina i kara
- Losy hrabiego
- Oda do kotlecika
- Przejażdżka
- Kto jest kto
- Wesele w Atomicach
- Wspomnienia z młodości